# نگ هد (کارولینای شمالی)
نگ هد (به انگلیسی: Nags Head) شهرکی در ایالت کارولینای شمالی کشور ایالات متحده آمریکا است که جمعیت آن در سرشماری سال ۲۰۱۰ میلادی، ۲٬۷۵۷ نفر بوده‌است.